# Сан-Жуан-ду-Тигри
Сан-Жуан-ду-Тигри (порт. São João do Tigre) — муниципалитет в Бразилии, входит в штат Параиба. Составная часть мезорегиона Борборема. Входит в экономико-статистический микрорегион Карири-Осидентал. Население составляет 4729 человек на 2006 год. Занимает площадь 816,111 км². Плотность населения — 5,8 чел./км².

## Статистика
- Валовой внутренний продукт на 2003 год составляет 9 428 309,00 реалов (данные: Бразильский институт географии и статистики).
- Валовой внутренний продукт на душу населения на 2003 год составляет 2042,97 реалов (данные: Бразильский институт географии и статистики).
- Индекс развития человеческого потенциала на 2000 год составляет 0,527 (данные: Программа развития ООН).